# 24. šahovska olimpijada
24. šahovska olimpijada je potekala leta 1980 v  Valetti (Malta).
Sovjetska zveza je osvojila prvo mesto, Madžarska drugo in SFRJ tretje.
Sodelovalo je 483 šahistov v 82 reprezentancah; odigrali so 2.296 partij.